# Ananda Yoga
El ananda yoga (o Ananda Yoga para conciencia superior) es un tipo de Hatha Yoga definido por Kriyananda, un discípulo de Paramahansa Yogananda. Se basa en las enseñanzas de la Self-Realization Fellowship (SRF) de Yogananda y la Yogoda Satsanga Society of India (YSS). Ananda Yoga se centra en la conciencia interior, el control de la energía, y la sensación de cada asana como una expresión de un estado natural de conciencia más elevado, que se mejora con el uso de afirmaciones.